# Distrito electoral de Louisville (condado de Cass, Nebraska)
Louisville (en inglés: Louisville Precinct) es un distrito electoral ubicado en el condado de Cass en el estado estadounidense de Nebraska. En el Censo de 2010 tenía una población de 1818 habitantes y una densidad poblacional de 42,58 personas por km².

## Geografía
Louisville se encuentra ubicado en las coordenadas 40°59′16″N 96°9′28″O / 40.98778, -96.15778. Según la Oficina del Censo de los Estados Unidos, Louisville tiene una superficie total de 42.7 km², de la cual 40.06 km² corresponden a tierra firme y (6.19%) 2.64 km² es agua.

## Demografía
Según el censo de 2010, había 1818 personas residiendo en Louisville. La densidad de población era de 42,58 hab./km². De los 1818 habitantes, Louisville estaba compuesto por el 96.59% blancos, el 0.33% eran afroamericanos, el 0.39% eran amerindios, el 0.39% eran asiáticos, el 0% eran isleños del Pacífico, el 0.44% eran de otras razas y el 1.87% pertenecían a dos o más razas. Del total de la población el 1.43% eran hispanos o latinos de cualquier raza.